# Romina Falconi
Romina Falconi (Roma, 1º gennaio 1985) è una cantautrice italiana.
Ha partecipato alla 57ª edizione del Festival di Sanremo con il brano Ama (2007).

## Biografia

### Primi anni
È nata il 1º gennaio del 1985 a Roma. Primogenita di tre sorelle, ha trascorso la sua infanzia a Torpignattara. Ha descritto la sua adolescenza come un periodo irrequieto e difficoltoso, vissuto nella periferia romana. Intenzionata ad aiutare la propria famiglia, ha cominciato a lavorare all'età di dodici anni come cantante per alcuni eventi locali, crescendo in un ambiente familiare che l'ha incoraggiata ad essere coinvolta nelle arti, fino a nutrire una passione particolare per la musica. L'adolescenza è stata accompagnata dalla presenza di una donna transgender di nome Giò, da lei considerata come una «seconda madre». Falconi ha dichiarato durante un'intervista, «Ho iniziato a immaginarmi cantante grazie a lei, che mi diceva che la povertà non è un ostacolo».
Ha cominciato a studiare canto durante l'adolescenza, apprezzando artisti come Freddie Mercury, Whitney Houston e Chaka Khan, e nutrendo ammirazione per la teatralità e la voce di Riccardo Cocciante. Ha dichiarato di essere ispirata da artisti che «hanno avuto il coraggio di essere diversi, personaggi di rottura che hanno dovuto lavorare tanto» per ottenere notorietà. La passione per il rhythm and blues e la black music nata durante l'adolescenza ha influenzato il modo di scrivere e cantare della Falconi.

### Gli inizi (2007-2012)
Durante un'esibizione presso un locale romano, Romina Falconi viene notata da Gigi Sabani, il quale la invita come ospite fisso durante uno dei suoi ultimi tour. Nel 2007, la cantante partecipa alla 57ª edizione del Festival di Sanremo, presentando nella categoria Giovani il brano Ama. La Falconi risulta essere la quarta classificata, ottenendo buoni riscontri di pubblico e critica e la possibilità di firmare un contratto discografico con la Universal. Ama, pubblicato nel febbraio del 2007 come primo singolo dell'artista, raggiunge la posizione numero 38 della classifica FIMI. Durante lo stesso anno, la cantante si trasferisce a Milano, dove comincia a lavorare sulla stesura di nuovi brani sotto la produzione di Big Fish e Nesli. Nel 2008, Falconi pubblica Un attimo, singolo che avrebbe anticipato l'uscita del suo primo album di inediti; tuttavia, a causa di divergenze creative tra la cantautrice e i rappresentanti della Universal, la pubblicazione del disco viene sospesa, inducendo la cantante a rifiutare le richieste dell'etichetta e a intraprendere una causa legale per la rinuncia del contratto. Dopo la risoluzione della disputa, Falconi firma con l'etichetta indipendente JLe e registra collaborazioni con Fabri Fibra, Nesli ed Entics.
Nel 2009, Falconi partecipa come corista al tour mondiale di Eros Ramazzotti, per la promozione dell'undicesimo album del cantante, Ali e radici (2009), con una lista di oltre cento date che si protrae fino agli inizi del 2011. Falconi in seguito comincia a collaborare con Immanuel Casto con il quale registra Crash, secondo singolo estratto da Adult Music (2011), album d'esordio del cantautore. Nell'autunno del 2012, la cantante partecipa alla sesta edizione di X Factor e viene scelta tra i dodici finalisti sotto la direzione artistica di Morgan. Al momento della sua eliminazione, avvenuta durante la quarta puntata del programma, la cantante decide di rifiutare un contratto con la Sony Music per poter meglio perseguire le proprie scelte artistiche.

### Il disco di debutto (2013-2016)
La Falconi torna a lavorare su nuovi materiali nel 2013, affiancata dal produttore Filippo Fornaciari. Durante l'anno, la cantante registra una seconda collaborazione con Casto dal titolo Sognando Cracovia e si esibisce alla sedicesima edizione degli Eutelsat TV Awards. Agli inizi del 2014, Falconi annuncia la produzione di una trilogia composta dagli EP Certi sogni si fanno, Attraverso e Un filo d'odio, pubblicati rispettivamente a febbraio, maggio e dicembre dello stesso anno, volta a rappresentare gradualmente la concezione artistica della cantautrice. Spiegando il percorso creativo che ha portato al concepimento della trilogia, la Falconi ha affermato, «In Certi sogni si fanno descrivo quello che sono, senza mezze misure, ho scelto le produzioni più estreme per far vedere come mi approccio al mondo in generale. Attraverso, invece, è l’EP dei segreti, in cui si va più a fondo per far vedere quello che provo, quello che desidero. Infine in Un filo d'odio ci sarà il rischio vero perché [...] ci saranno pensieri taciuti e politicamente scorretti».

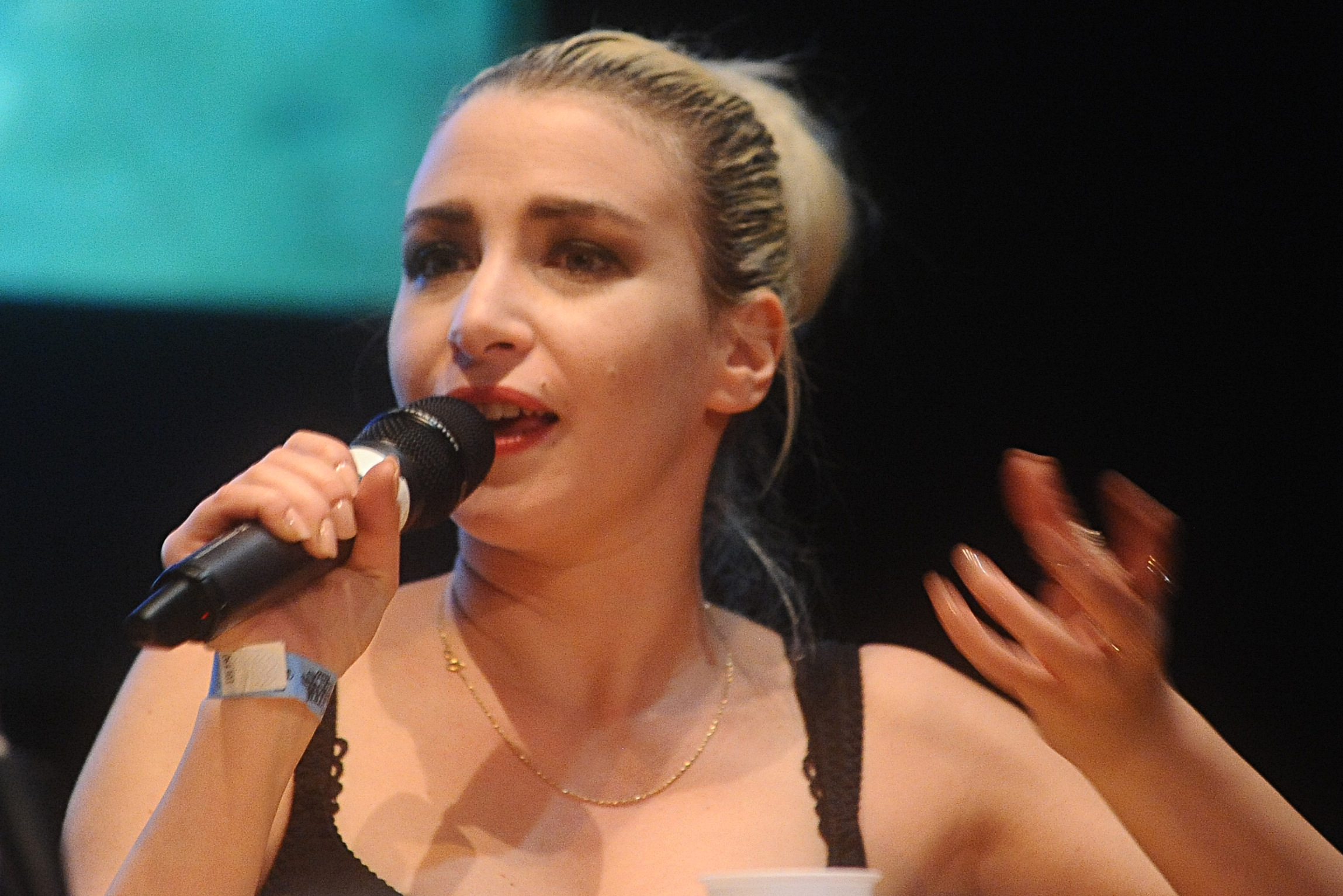
Romina Falconi al Lucca Comics & Games nel 2017

Il primo EP viene anticipato dal singolo Il mio prossimo amore, il quale entra nella classifica italiana degli artisti indipendenti, seguito dal video di Sotto il cielo di Roma, brano dedicato alla città natale dell'artista e presentato in anteprima al Muccassassina nel marzo 2014. Il video per Eyeliner, tratto da Attraverso, viene realizzato in collaborazione con Immanuel Casto e tratta del tema della diversità tramite il racconto di vita di una donna transgender. Le collaborazioni del periodo tra Falconi e Casto culminano nella realizzazione di una tournée congiunta tra i due artisti dal titolo Sognando Cracovia Tour.
Al termine della tournée, la Falconi torna in studio per la preparazione del suo album di debutto. La produzione del disco viene affidata a Filippo Fornaciari, collaboratore di lunga data della cantante, e a Stefano Maggiore. Anticipato dal singolo Anima, l'album di debutto Certi sogni si fanno attraverso un filo d'odio viene pubblicato nel novembre del 2015 dalla Freak & Chic (F&C). Il titolo del disco è un omaggio alla regista Lina Wertmüller. Certi sogni si fanno attraverso un filo d'odio viene presentato in anteprima durante il Lucca Comics & Games del 2015.
Al momento della sua pubblicazione, l'album ottiene recensioni positive e debutta alla posizione numero 38 della classifica FIMI. Per promuovere il disco, la cantante intraprende una tournée nazionale che comprende la partecipazione ai Pride di Palermo e Firenze. Nel 2016, Falconi realizza insieme a Immanuel Casto il singolo Who Is Afraid of Gender?, brano che sostiene la lotta contro il pregiudizio e la discriminazione di genere, concepito come sigla ufficiale del Gay Village di Roma. Il singolo viene pubblicato nel giugno del 2016, accompagnato da un video musicale che include la partecipazione di Vladimir Luxuria, Alex Di Giorgio e Eva Grimaldi.

### Biondologia(2017-2021)
Nel novembre dello stesso anno, Falconi annuncia di essere tornata in studio per lavorare sul suo secondo album di inediti, sotto la produzione di Maximilian Rio e Marco Zangirolami. L'album viene anticipato dal singolo Cadono saponette, pubblicato nel settembre del 2017 e preceduto da una campagna di guerrilla marketing, svolta nella città di Milano, divenuta virale sui servizi di rete sociale. Seguono due anni di gestazione in cui Falconi lavora con diversi produttori, tra cui Francesco Catitti e Stefano Maggiore, già collaboratore sul disco di debutto. L'album, intitolato Biondologia, viene infine pubblicato nel marzo del 2019 dalla Freak & Chic (F&C).
Preceduto dai singoli Le 5 fasi del dolore (2018) e Vuoi l'amante (2019), il disco viene descritto come un concept album in cui la cantante svolge uno studio psicologico delle emozioni. Per promuovere Biondologia, la Falconi ha annunciato un tour primaverile ed estivo che ha visto la partecipazione ai Pride di Milano, Cagliari e Padova. Durante la promozione del disco, la cantante ha pubblicato il singolo Magari muori (2019), realizzato in collaborazione con l'impresa Taffo Funeral Services e presentato in anteprima ai Diversity Media Awards di Milano il 28 maggio 2019.. Dall'album vengono tratti anche i singoli Buona vita arrivederci e Ringrazia che sono una signora, quest'ultimo preceduto da una campagna pubblicitaria diventata virale.

### Perdonami padre perché ho cantatoeRottincuore(2021-presente)
Nel 2021, durante la pandemia di COVID-19, esce l'EP Perdonami padre perché ho cantato, in cui la cantante esegue alcuni brani in una sessione dal vivo registrata in studio. Nello stesso anno viene pubblicato il singolo Magari vivi.
Il 12 aprile 2022, con un post annuncia il suo terzo album in studio, Rottincuore. L'album è anticipato dai singoli La suora (2022), Lupo mannaro (2022), Maria Gasolina (2023) e La solitudine di una regina (2024). Ognuno dei quattro brani è stato accompagnato da un volume omonimo nella serie Rottocalco; in questi libri la cantante e autrice esplora le tematiche delle sue canzoni e incorpora contributi di vari autori. Le illustrazioni sono curate da Marco Albiero.
Il 28 giugno 2024 è stato pubblicato il brano Io ti includo, un brano satirico dedicato alla comunità LGBT e alla parata del Pride.
Il 16 maggio 2025 pubblica il suo terzo album in studio Rottincuore, che segna anche la sua prima pubblicazione in formato vinile.

## Discografia

### Album in studio
- 2015 – Certi sogni si fanno attraverso un filo d'odio
- 2019 – Biondologia
- 2025 – Rottincuore

### Raccolte
- 2018 – In certi sogni canto nuda

### EP
- 2014 – Certi sogni si fanno
- 2014 – Attraverso
- 2014 – Un filo d'odio
- 2021 – Perdonami padre perché ho cantato

### Singoli
- 2007 – Ama
- 2008 – Un attimo
- 2014 – Il mio prossimo amore
- 2014 – Attraverso
- 2014 – Maniaca
- 2015 – Anima
- 2016 – Who Is Afraid of Gender? (con Immanuel Casto)
- 2017 – Cadono saponette
- 2018 – Le 5 fasi del dolore
- 2019 – Vuoi l'amante
- 2019 – Magari muori
- 2019 – Buona vita arrivederci
- 2020 – Ringrazia che sono una signora
- 2021 – Magari vivi
- 2022 – La suora
- 2022 – Lupo mannaro
- 2023 – Maria Gasolina
- 2024 – La solitudine di una regina
- 2024 – Io ti includo
- 2025 – Disturbo Ossessivo

### Collaborazioni
- 2007 – Nesli, Le verità nascoste
- 2010 – Eros Ramazzotti, 21:00 Eros Live World Tour 2009/2010
- 2011 – Immanuel Casto, Adult Music
- 2011 – Entics, Soundboy
- 2013 – Immanuel Casto, Freak & Chic
- 2015 – Immanuel Casto, The Pink Album
- 2018 – Immanuel Casto, L'età del consenso
- 2022 – Immanuel Casto, Malcostume
- 2023 – Roberto Casalino, Dieci piccole ragioni

## Videografia

### Video musicali
- 2008 – Un attimo
- 2012 – L'amore resta
- 2014 – Il mio prossimo amore
- 2014 – Sotto il cielo di Roma
- 2014 – Eyeliner (feat. Immanuel Casto)
- 2014 – Attraverso
- 2014 – Maniaca
- 2016 – Who Is Afraid of Gender? (con Immanuel Casto)
- 2017 – Cadono saponette
- 2018 – Le 5 fasi del dolore
- 2019 – Vuoi l'amante
- 2019 – Magari muori
- 2019 – Buona vita arrivederci
- 2020 – Ringrazia che sono una signora
- 2021 – Magari vivi
- 2022 – La suora
- 2022 – Lupo mannaro
- 2023 – Maria Gasolina
- 2024 – La solitudine di una regina
- 2024 – Io ti includo

## Opere letterarie
- Rottocalco, vol. 1, Venezia, Poliniani, maggio 2022, ISBN 978-88-3211-894-0.
- Rottocalco, vol. 2, Venezia, Poliniani, novembre 2022, ISBN 979-12-2101-600-0.
- Rottocalco, vol. 3, Venezia, Poliniani, ottobre 2023, ISBN 979-12-2104-183-5.
- Rottocalco, vol. 4, Milano, Freak & Chic, giugno 2024, ISBN 979-12-2104-184-2.